# Echala Kaval, Gubbi
Echala Kaval là một làng thuộc tehsil Gubbi, huyện Tumkur, bang Karnataka, Ấn Độ.